# Fresnes-sous-Coucy
Fresnes-sous-Coucy è un comune francese di 148 abitanti situato nel dipartimento dell'Aisne della regione dell'Alta Francia.
Si è chiamata Fresnes dal 1943 fino al 22 dicembre 2017.

## Società

### Evoluzione demografica
Abitanti censiti